# Paul de Groot
Saul "Paul" de Groot, noto anche come Paul van der Schilde (Amsterdam, 19 luglio 1899 – Bussum, 3 agosto 1986), è stato un politico olandese, membro del Partito Comunista dei Paesi Bassi, leader del partito dal 1945 al 1963 e presidente dal 1966 al 1968.
Fu caporedattore fino all'aprile 1943 della rivista De Waarheid. Il primo periodo della sua leadership fu caratterizzato dall'obbedienza del partito a Mosca e dalla sua consapevole linea stalinista; nel 1956 Groot avrebbe iniziato ad ammettere alcuni errori a Stalin.

## Biografia

### Infanzia e gioventù
Saul de Grot nacque ad Amsterdam il 19 luglio 1899 nella famiglia del commerciante di diamanti Jacob de Grot e sua moglie Rachel Sëaltie. Poco dopo la nascita di Saul, la famiglia si trasferì ad Anversa in cerca di lavoro.
Con lo scoppio della prima guerra mondiale, la famiglia di Grot tornò ad Amsterdam, temendo un'invasione tedesca. Saul ha trovato lavoro nella produzione di sigari. A quel tempo conobbe le idee del socialismo. Nel 1916, la famiglia tornò ad Anversa, dove Saul iniziò a lavorare come tagliatore di diamanti e si unì al sindacato dei tagliatori di diamanti. A partire dal 1917, ha preso parte attiva al lavoro del Movimento Socialista Giovanile.

### 1917-1926
Parlando sotto lo pseudonimo di Paul van der Schilde, accoglie con entusiasmo la rivoluzione d'ottobre in Russia. Ha partecipato come delegato al congresso costituente del Partito Comunista del Belgio il 3 e il 4 settembre 1921. In questo congresso, de Grot fu eletto alla guida del partito. Era un membro del comitato esecutivo e dell'ufficio politico del partito. Ha parlato sia contro l'opportunismo di sinistra che sulle tendenze estreme del partito. Partecipò all'agitazione contro l'occupazione della Ruhr, alla quale parteciparono anche le truppe belghe. Di conseguenza, fu arrestato, scontò diversi mesi di prigione e fu espulso dal Belgio il 30 marzo 1923. Negli anni 1923-1924 visse nella città tedesca di Hanau. Dopo la sconfitta dell'insurrezione armata degli operai comunisti, partì per la Francia e visse a Saint-Claude, nel dipartimento del Giura.

### 1926-1940
A metà degli anni '20, Saul de Grot tornò nei Paesi Bassi, dove trovò lavoro in una fabbrica di diamanti. Ha lavorato attivamente nel sindacato. Nel 1926 si unì al Partito Comunista dei Paesi Bassi. Nel 1927-1928 lavorò sulla rivista "Unità", pubblicata una volta ogni due settimane. La rivista mirava a combattere l'intensificazione del fascismo e l'espansione della base dei socialdemocratici e comunisti nei sindacati. Nel 1930 divenne membro del Comitato esecutivo e del Politburo del Partito Comunista. Dal 1930 al 1938 fu segretario del partito, quindi eletto segretario generale. Da marzo a luglio 1934 fu rappresentante permanente nel Comitato esecutivo del Komintern a Mosca. Dal 1938 al 1940 è stato caporedattore del Quotidiano del popolo

### Seconda guerra mondiale
Durante la seconda guerra mondiale si oppose all'occupazione tedesca, sua moglie e sua figlia morirono nelle camere a gas di Auschwitz-Birkenau.

### Perdita di potere e pensionamento
La fine della carriera politica di De Groot è segnata dalle elezioni parlamentari del 1977, quando il CPN ha subito una pesante sconfitta, costando al suo partito cinque dei suoi sette seggi. In risposta, De Groot scrisse un articolo su De Waarheid in cui attribuiva la sconfitta della "borghesia" al partito e chiedeva le dimissioni dell'intero Politburo. Il Politiburo di conseguenza si mise contro di lui e lo privò del titolo di membro onorario del congresso del 1978. Questa fu la fine della sua carriera politica.
Successivamente si ritirò per il resto della sua vita, rifiutando la maggior parte delle richieste di intervista. Muore il 3 agosto 1986 a Bussum, nell'Olanda settentrionale.